# Сэнборн, Юнис
Юнис Сэнборн (англ. Eunice Sanborn; 20 июля 1896, Лейк-Чарльз, Луизиана — 31 января 2011, Джэксонвилл, Техас) — американская долгожительница, которая до своей кончины считалась старейшим жителем Земли с 4 ноября 2010 года по 31 января 2011. Однако, 18 мая 2011 года обнаружилась новая рекордсменка: Мария Гомес Валентин, родившаяся 9 июля 1896 года. До 1 января 2023 года входила в топ 100 старейших людей в мировой истории. Её возраст составлял 114 лет 195 дней.

## Биография
Юнис Сэнборн родилась 20 июля 1896 года в городе Лейк-Чарльз в штате Луизиана, США. Она в 1913 году вышла замуж, однако её муж погиб в результате несчастного случая. В 1937 со вторым мужем переехала в Техас, где они стали одними из основателей туристического посёлка Love’s Lookout и многие годы вели этот бизнес. Супруги Сэнборн первыми в округе построили бассейн с бетонным полом. Дочь Дороти, помогавшая родителям поддерживать дело, умерла в возрасте 90 лет. Юнис жила в городе Джэксонвилле (штат Техас).

### Смерть
Юнис Сэнборн умерла 31 января 2011 года, в возрасте 114 лет 195 дней.

## Долголетие
- 6 апреля 2010 года Юнис стала старейшим человеком в США.
- 4 ноября 2010 года после смерти Эжени Бланшар была ошибочно объявлена старейшим живущим человеком в мире среди верифицированных.